# Piérides

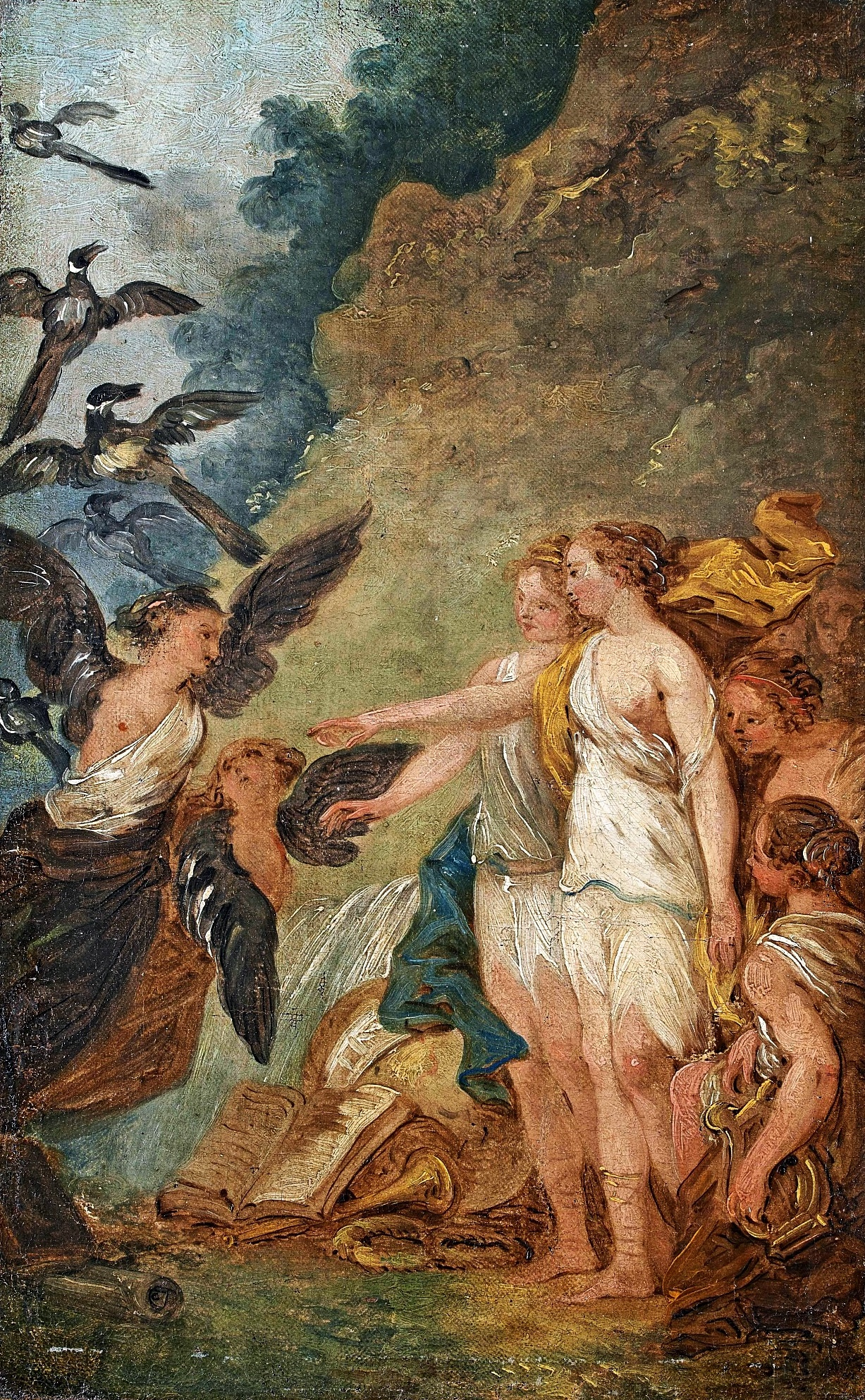
Métamorphose des Piérides en pies par Jean-Pierre Norblin de La Gourdaine, 1774-1783, Musée national de Varsovie

Dans la mythologie grecque, les Piérides sont les neuf filles de Piéros (roi d'Imathie, en Macédoine) avec Évippe de Péonie ou avec la nymphe Antiope de Piérie.

## Mythologie
Excellentes chanteuses, elles se rendent sur le Parnasse et défient les Muses dans un concours musical. Les nymphes de la région sont les juges de celui-ci. Les Muses gagnent, et mauvaises perdantes, les Piérides invectivent violemment les divinités. Apollon s'interpose et les change en pies. Selon d'autres sources, elles sont changées en divers oiseaux (chacune portait le nom d'un oiseau en particulier). Ainsi, Acalanthis, la plus douée des sœurs, est changée en chardonneret.
Après leur victoire, les Muses auraient adopté le nom de Piérides. Il est parfois employé pour les désigner.

## Postérité

### Représentations dans les arts après l'Antiquité

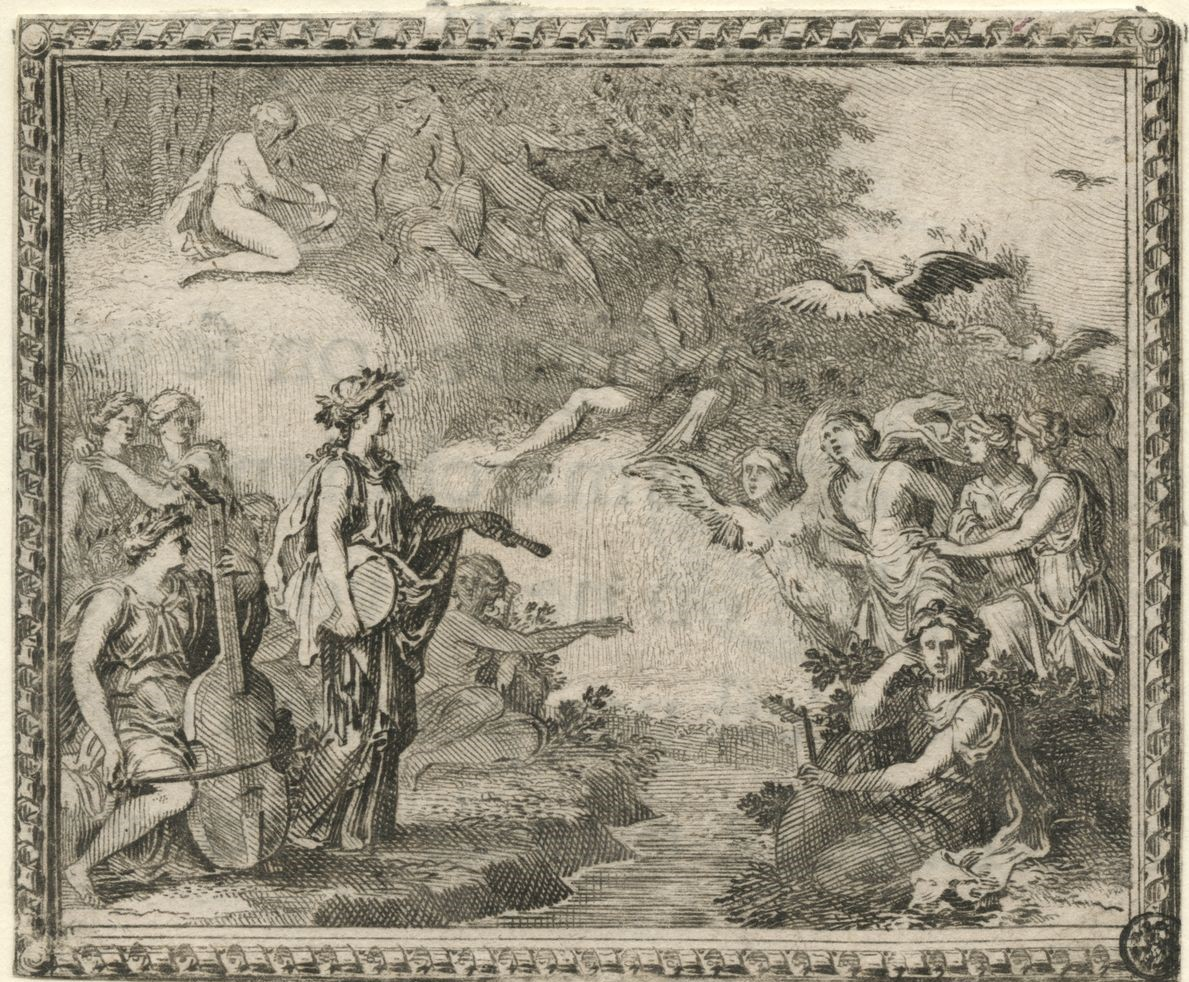
Sébastien Leclerc, Les Piérides transformées en pies, 1676, eau-forte tirée des Métamorphoses en rondeaux, Lyon, Bibliothèque Municipale.

Les Piérides sont un sujet régulièrement représenté par les peintres européens bien après la fin de l'Antiquité. Vers la fin du XVIIIe siècle, Jean-Pierre Norblin de La Gourdaine peint un tableau intitulé Métamorphose des Piérides en pies. Vers la fin du XIXe siècle, le peintre symboliste français Gustave Moreau peint un tableau intitulé Les Piérides.

Galerie
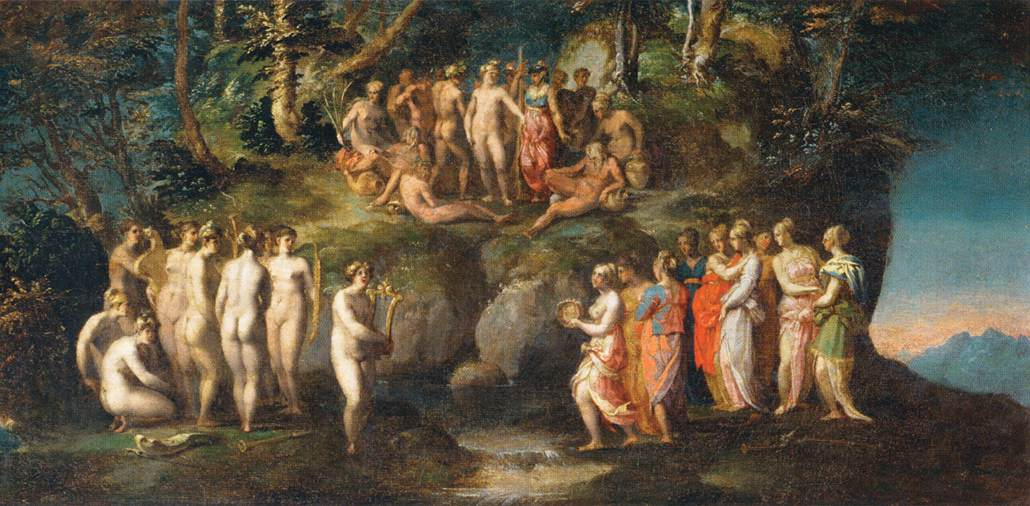
Le Défi des Piérides par Rosso Fiorentino (XVIe siècle), Louvre.
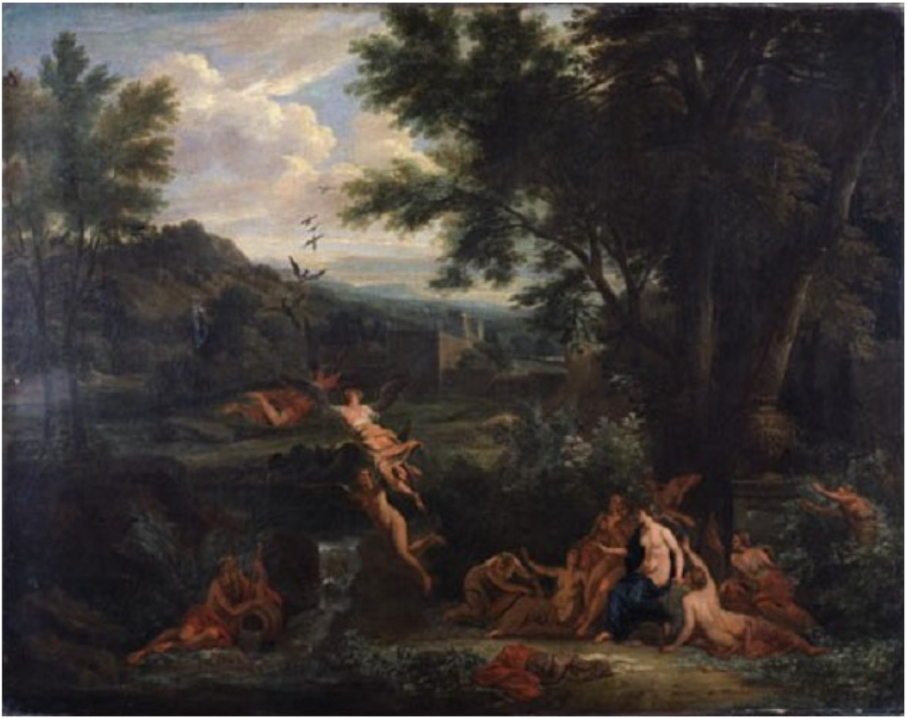
Les Piérides changées en pies (d'après Ovidius) par Richard II van Orley (entre 1683 et 1732), musée des Beaux-Arts de Gand.

### Taxonomie
Plusieurs papillons de la famille des Pieridae sont appelés « piérides ».